# Tulln an der Donau
Tulln an der Donau é um município da Áustria localizado no distrito de Tulln, no estado de Baixa Áustria.
É sede de um município com 72,23 km². Devido à abundância de parques e outros espaços verdes a cidade é conhecida coo a Blumenstad, que significa a cidade das flores.

## História
Tulln é uma das mais antigas cidades da Áustria. Se bem que tenha sido povoada em épocas pré-romanas (o nome deve ser uma palavra de origem celta), ganhou importância como fortaleza da cidade romana de Comagena. Em 859, a cidade vem mencionada num documento como Tullina. Ganhou importância por ser residência dos marqueses de Bamberga. Em 6 de Setembro de 1683, as tropas polacas uniram-se às tropas austríacas, tal como as da Saxónia,Baviera, Baden, Francónia e Suábia, para a preparação da Batalha de Viena. O século XX foi um período de crescimento económico da cidade.

## Tulln na a(c)tualidade
Em Tulln existe uma importante fábrica de produção de açúcar (Agrana Austria). Na cidade têm lugar várias feiras comerciais, de equipamento de campismo, de exposição de barcos.

## Monumentos
- Museu Egon Schiele (homenagem àquele pintor austríaco)
- Convento (Minoritenkloster)
- Várias igrejas
- Torre romana do século IV

## Clubes desportivos
Na cidade existem os seguintes clubes desportivos:
- FC Tulln
- UHC Tulln